# Alessandro Minuto-Rizzo

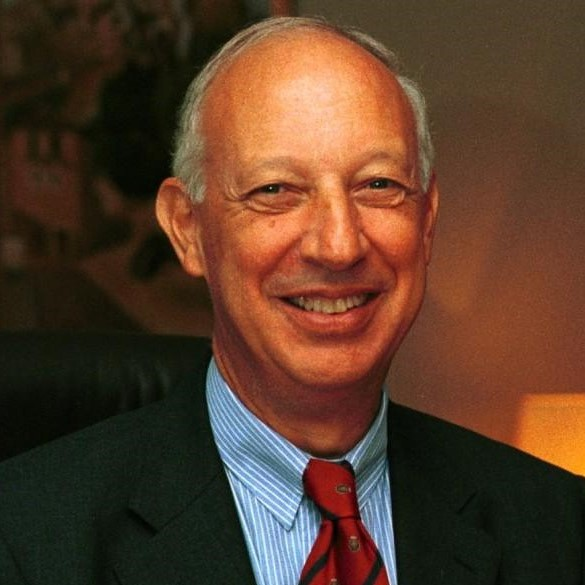
Alessandro Minuto-Rizzo

Alessandro Minuto-Rizzo (* 10. September 1940) ist ein italienischer Diplomat. Er war von 2001 bis 2007 Vize-Generalsekretär der NATO. Nach dem Ausscheiden von Lord George Robertson am 17. Dezember 2003 war er bis zur Amtseinführung von Jaap de Hoop Scheffer am 1. Januar 2004 für wenige Tage kommissarisch Generalsekretär der NATO.

## Berufliche Entwicklung
Nach einem Hochschulabschluss in Jurisprudenz an der Universität Ferrara begann Minuto-Rizzo seine diplomatische Ausbildung 1967 am Institut für internationale Politik ISPI in Mailand. Danach durchlief er mehrere Stationen im italienischen Außenministerium sowohl im Inland als auch im Ausland. Vor seiner Berufung zur NATO war er italienischer Botschafter bei der Westeuropäischen Union in Brüssel.
Nach seiner Tätigkeit bei der NATO war er u. a. von 2010 bis 2014 Professor an der LUISS Universität in Rom mit dem Schwerpunkt Europäische Außen- und Sicherheitspolitik.
Er ist seit 2007 Großkreuz-Träger des Verdienstordens der Italienischen Republik.